# Sticks Evans
Samuel 'Sticks' Evans (5 februari 1923 – New York, 11 april 1994) was een Amerikaanse rhythm-and-blues- en jazzdrummer en arrangeur.

## Biografie
Evans nam in 1950 op met het orkest van Milt Buckner als begeleider van Wynonie Harris. Tijdens de volgende jaren behoorde hij tot Buckners orgeltrio, dat hij in februari 1953 verliet. Tijdens het daaropvolgende jaar was hij met Milt Hinton in het trio van Teddy Wilson. Begin jaren 1960 was hij, ook als percussionist, betrokken bij meerdere producties van de third stream, het album Pre-Bird van Charles Mingus, het album Jazz Abstractions van John Lewis en Gunther Schuller en concerten, waarvan opnamen werden uitgebracht op het album Vintage Dolphy. In dezelfde periode was hij als Belton Evans voor Prestige Records in de opnamestudio met Leonard Gaskin en de bluesmuzikanten Curtis Jones, Sunnyland Slim, Sonny Terry, Big John Greer, LaVern Baker en King Curtis. Hij begeleidde ook Aretha Franklin op haar tweede album Aretha: With The Ray Bryant Combo met de band van Ray Bryant. Onder zijn eigen naam bracht hij Go Go Go Blow uit. Verder was hij als studiomuzikant werkzaam voor Tim Hardin en voor Mickey & Sylvia.
Hij doceerde ook muziekonderricht in klassen van de Junior High School. Tot de leerlingen van Evans behoorden Lennie McBrowne, Bernard Purdie, Max Neuhaus en Terry Burrus.

## Overlijden
Sticks Evans overleed in april 1994 op 71-jarige leeftijd.

## Discografie
- 1959: Mickey Baker The Wildest Guitar
- 1960: Sunnyland Slim Slim's Shout
- 1960: Charles Mingus Pre-Bird
- 1961: John Lewis/Gunther Schuller/Jim Hall (1961, met Bill Evans, Eric Dolphy, Ornette Coleman,  Scott LaFaro en anderen)
- 1964: Sam Cooke Sam Cooke at the Copa

- Bibliothèque nationale de France: cb140025028 (data)
- Gemeinsame Normdatei: 1228584230
- International Standard Name Identifier: 0000 0000 4572 9330
- Library of Congress Control Number: no98063808
- MusicBrainz: 640c10ce-7332-4fc4-84fd-fe1612289424
- Virtual International Authority File: 19876972
- WorldCat: E39PBJyxgtvxgJXj3FWTwpTCQq